# François-Xavier Roth
François-Xavier Roth (Neuilly-sur-Seine, 6 novembre 1971) è un direttore d'orchestra francese.
È Generalmusikdirektor della città di Colonia e dirige l'orchestra Les Siècles. A partire dalla stagione 2017-2018, diventa Principal Guest Conductor della London Symphony Orchestra.

## Biografia
François-Xavier Roth è un direttore d'orchestra francese. È il figlio di Daniel Roth, organista della chiesa di Saint-Sulpice a Parigi. Nel 2003, ha creato l'orchestra Les Siècles. Dal 2010 al 2016, è stato direttore della SWR Sinfonieorchester Baden-Baden und Freiburg. A partire dal 2015, è Generalmusikdirektor della città di Colonia che reunisca la direzione artistica dell'orchestra del Gürzenich e dell'Opera di Colonia. A partire dalla stagione 2017-2018, è Principal Guest Conductor della London Symphony Orchestra. 
François-Xavier Roth ha studiato al Conservatoire National Supérieur de Musique et de Danse di Parigi con Alain Marion e Janos Fürst. Nell'ottobre del 2000 ha vinto il primo premio al Concorso Internazionale per direttori d'orchestra "Donatella Flick" di Londra. Ha proseguito la carriera diventando Maestro Collaboratore alla London Symphony Orchestra nelle due stagioni seguenti. Ha inoltre lavorato con Sir John Eliot Gardiner per molti anni (Les Troyens, Benvenuto Cellini, Falstaff). Nel 2007 ha debuttato nell'America del Nord con la London Symphony Orchestra, dirigendo la sinfonia nº9 di Beethoven al Florida International Festival. 
Dirige molti concerti dell'orchestra Gürzenich di Colonia, della BBC Symphony Orchestra e della London Symphony Orchestra. Inoltre, lavora regolarmente con le più grandi orchestre: l'Orchestra Filarmonica di Berlino e la Staatskapelle di Berlino, l'Orchestra Reale del Concertgebouw di Amsterdam, les Wiener Symphoniker, l'Orchestra del Bayerische Staatsoper di Monaco di Baviera, l'Orchestra sinfonica di Bamberg, l'Orchestra della radio olandese, l'Orchestra Nazionale della radio danese, l'orchestra della NHK di Tokyo, la Gothenburg Symphony, la Boston Symphony e la Tonhalle di Zurigo. 
Il repertorio di François-Xavier Roth è vasto e si estende dal settecento a oggi, dal repertorio sinfonico o lirico alla musica di camera. In questa prospettiva, fonda l'orchestra Les Siècles nel 2003 con il quale si è esibito in opere del repertorio barocco, classico e moderno. La particolarità dell'orchestra Les Siècles è di riproporre ogni opera con strumenti storici appropriati.
Nel 2015, l'orchestra Les Siècles vince il Jahrespreis der Deutschen Schallplattenkritik per la sua registrazione del Sacre du Printemps. Ottiene un Diapason Découverte per il suo CD Bizet/Chabrier e anche 5 stelle nella rivista tedesca FonoForum. Esce sull'etichetta Mirare e suona in Francia, Inghilterra, Portogallo e Giappone. 
Il suo disco L'Oiseau de Feu di Stravinsky è stato eletto Disc of the year nella rivista Times, Editor's choice nella BBC music magazine e Gramophone, poi ha vinto l'Edison Klassiek 2012 in Ollanda.
Nel 2013, celebra il centenario del Sacre du printemps di Stravinsky con l'orchestra Les Siècles. L'editore Boosey & Hawkes da l'autorizzazione esclusiva di suonare la versione della creazione dell'opera con gli strumenti d'epoca. L'orchestra suona questa versione al BBC Proms e all'Alte Oper di Francoforte.
Con la Gürzenich Orchester, continua il suo progetto con il compositore Philippe Manoury che realizza per l'orchestra tre creazioni. Parte inoltre in tournée con l'orchestra in Asia nel 2017.
François-Xavier Roth dedica anche una parte importante della sua attività alla pedagogia. Dirige il sorpredente LSO Panufnik Composers Scheme ogni anno a Londra e con les Siècles e le Festival Berlioz, crea nel 2009 il Jeune Orchestre Européen Hector Berlioz, orchestra-accademia che suona la musica di Berlioz con gli strumenti d'epoca. 
François-Xavier Roth collabora con France Télévisions e il programma Presto.
Nel maggio 2024, contro Roth sono state fatte gravi accuse di molestie sessuali nei confronti dei musicisti. La rivista francese "Le Canard Enchaîné" e la rivista online tedesca VAN sono stati i primi a riferire sulle accuse.

## Discografia
- Jean-Louis Agobet, dir. François-Xavier Roth, Orchestre philharmonique de Strasbourg, Timpani Records (2005)
- Presto, dir. François-Xavier Roth, Les Siècles, Mirare (2007)
- Bizet - Chabrier, dir. François-Xavier Roth, Les Siècles, Mirare (2007) - Diapason Découverte
- Saint-Saëns - Chausson - Ysaÿe, dir. François-Xavier Roth, violon: Tedi Papavrami, Orchestre Philharmonique de Liège, Aeon (2009)
- Thierry Pécou - La Symphonie du Jaguar, dir. François-Xavier Roth, Orchestre Philharmonique de Radio France, Harmonia Mundi (2009)
- Berlioz - Symphonie fantastique, dir. François-Xavier Roth, Les Siècles, « Les Siècles Live », Ed. Musicales Actes Sud, Distri. Harmonia Mundi (2010)
- Saint-Saëns - Concerto pour piano n°3 et Symphonie n'°3 avec orgue, dir. François-Xavier Roth - Jean-François heisser, piano - Daniel Roth, orgue - Les Siècles, « Les Siècles Live », Ed. Musicales Actes Sud, Distri. Harmonia Mundi (2010)
- Matalon[2] - Trames 2, 4 et 8, dir. François-Xavier Roth, Les Siècles, « Les Siècles Live », Ed. Musicales Actes Sud, Distri. Harmonia Mundi (2011)
- Stravinsky - "L'Oiseau de feu (ballet complet 1910)" Premier enregistrement sur instruments d'époque - Les Siècles, « Les Siècles Live », Ed. Musicales Actes Sud, Distri. Harmonia Mundi (2011) - Preis der deutschen Schallplatten kritik, Edison Klassiek Prize 2012, Gramophone Choice
- Mahler / Webern - Symphonie nº1 "Titan", Im Sommerwind - SWR Sinfonie Orchester Baden Baden & Freiburg, Ed; Haenssler Classic, 2012
- Dubois - "Concerto pour piano" et "Ouverture de Frithiof" - Les Siècles, « Les Siècles Live », Ed. Musicales Actes Sud, Distri. Harmonia Mundi (2012)
- Liszt - Dante Symphonie & Orpheus - Les Siècles, « Les Siècles Live », Ed. Musicales Actes Sud, Distri. Harmonia Mundi (2012)
- Richard Strauss - Ein Heldenleben / Tod und Verklärung, Ed; Haenssler Classic, 2013
- Debussy - La Mer & Première Suite d'Orchestre (world premiere) _ Les Siècles, « Les Siècles Live », Ed. Musicales Actes Sud, Distri. Harmonia Mundi (2013)
- Dukas - L'Apprenti Sorcier / Cantate Velleda / Polyeucte, Ed. Musicales Actes Sud, Distri. Harmonia Mundi (2013)
- Stravinsky - Le Sacre du Printemps (recréation de la version jouée le 29 mai 1913 / as heard as its 1913 premier) / Petrouchka (version 1911), Ed. Musicales Actes Sud, Distri. Harmonia Mundi (2014). Preis der Deutschen Schallplattenkritik - Jahrespreis 2015 Archiviato il 7 luglio 2016 in Internet Archive.[3]
- France - Espagne (Chabrier, Espana / Massenet, Le Cid - ballet / Ravel, Alborada del Gracioso / Debussy, Iberia), Les Siècles - Ed. Musicales Actes Sud, Distri. Harmonia Mundi (2015)
- Ligeti (Ligeti, Kammerkonzert), Les Siècles - Ed. Musicales Actes Sud, Distri. Harmonia Mundi (2016)
- Maurice Ravel - Daphnis & Chloé, Les Siècles, ballet complet, label Harmonia Mundi (2017)